# Zyras obliquus
Zyras obliquus är en skalbaggsart som först beskrevs av Thomas Casey 1893.  Zyras obliquus ingår i släktet Zyras och familjen kortvingar. Inga underarter finns listade i Catalogue of Life.